# Chatichai Choonhavan
Chatichai Choonhavan (in thai ชาติชาย ชุณหะวัณ; Pom Prap Sattru Phai, 5 aprile 1920 – Londra, 6 maggio 1998) è stato un politico e generale thailandese.

## Biografia
Figlio del potente feld-maresciallo Phin Choonhavan, dall'agosto 1988 al febbraio 1991 fu primo ministro della Thailandia, il primo eletto democraticamente dopo 12 anni di dittatura militare. Fu deposto il 23 febbraio 1991 da un colpo di Stato organizzato dalla giunta militare nota come Consiglio nazionale per il mantenimento della pace, capeggiata dai generali Sunthorn Kongsompong e Suchinda Kraprayoon. Il governo fu affidato dalla giunta a Anand Panyarachun, ex diplomatico e a quel tempo direttore della Siam Commercial Bank.